# Pandanus scortechini
Pandanus scortechini är en enhjärtbladig växtart som beskrevs av Ugolino Martelli. Pandanus scortechini ingår i släktet Pandanus och familjen Pandanaceae. Inga underarter finns listade.